# Tour Nereth

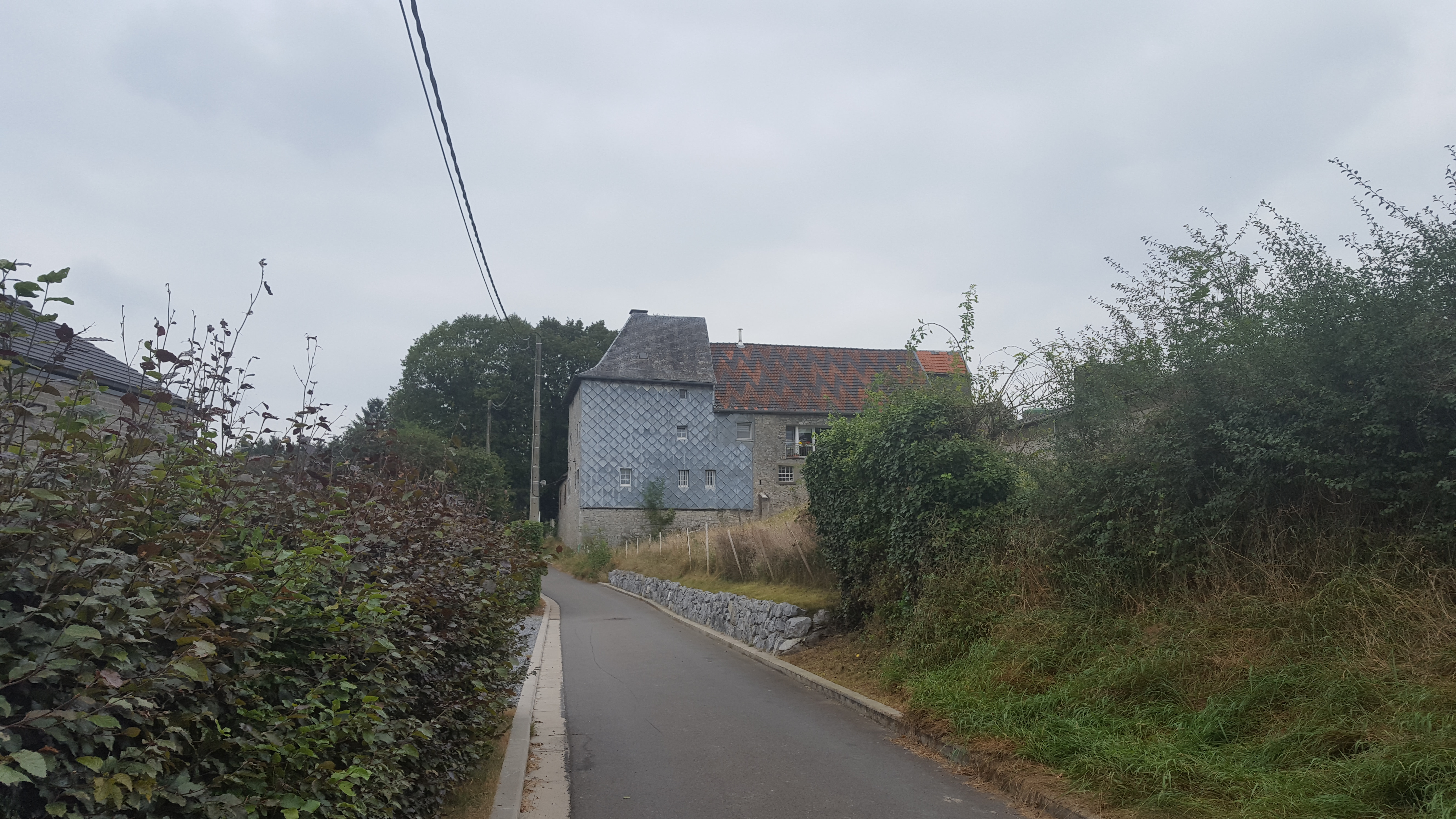
Tour Nereth

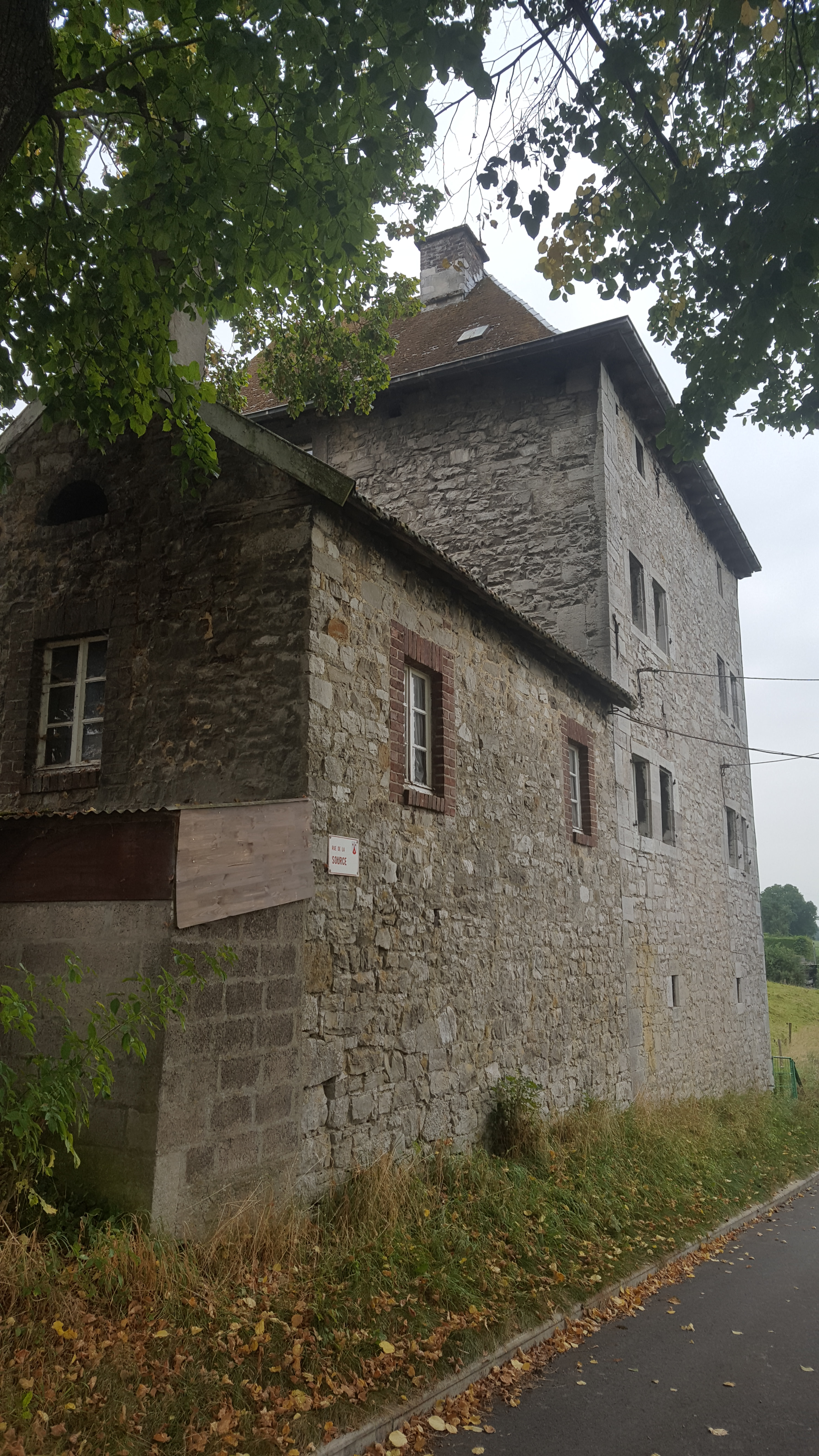

Tour Nereth of château-ferme de Nereth is een kasteelachtig bouwwerk en boerderij in Nereth in de Belgische gemeente Baelen. Het gebouw staat aan de Rue de la Source, ten noordwesten stroomt de Ruisseau de Baelen.
De toren is beschermd erfgoed sinds 1992 en is grotendeels gebouwd in de 17e eeuw. Naast de toren is er een bijgebouw uit 1722. De oostelijke zijde van het binnenhof bestaat uit stallen gebouwd in 1777.
Tijdens het ancien régime was Nereth een heerlijkheid en in het gebouw kwam de plaatselijke rechtbank samen.